# Piąta fala
Piąta Fala (ang. The 5th Wave) – amerykański fantastycznonaukowy thriller z 2016 roku.
Scenariusz oparto na powieści o tym samym tytule autorstwa Ricka Yanceya.

## Fabuła
Nastolatka Cassie desperacko poszukuje zaginionego brata, który prawdopodobnie został porwany przez obcych. Bohaterka, podobnie jak inni nieliczni ocaleni, stara się zrozumieć, co tak naprawdę się stało i kim są najeźdźcy, a także czym się kierowali mordując miliardy ludzkich istnień.

### Różnice pomiędzy powieścią a filmem
Istnieje kilka głównych różnic pomiędzy między książką a filmem:
- Crisco, jedna z ważnych postaci, zostaje zabita na oczach Cassie w książce. Ta scena z filmu została wycięta.
- Chris, chłopiec, z którym Ben się zaprzyjaźnia, a później go zabija - również został usunięty z filmu.
- W powieści jest bezpośrednio powiedziane, że pułkownik Vosch zabił ojca Cassie, podczas gdy nie jest jasne, kto zabił ojca Cassie w filmie.
- W powieści rodzina Bena zostaje zabita w wyniku ataku w domu. W filmie rodzina Bena zmarła z powodu zarazy podczas trzeciej fali[1].

## Obsada
- Chloë Grace Moretz - Cassie Sullivan
- Nick Robinson - Ben Thomas Parish
- Ron Livingston - Oliver Sullivan
- Maggie Siff - Lisa Sullivan
- Alex Roe - Evan Walker
- Maria Bello - Sergeant Reznik
- Maika Monroe - Ringer
- Zackary Arthur - Sam Sullivan
- Liev Schreiber - Colonel Alexander Vosch
- Tony Revolori - "Dumbo"
- Talitha Bateman - "Teacup"
- Nadji Jeter - "Poundcake"
- Alex MacNicoll - "Flintstone"
- Daniel Beecher - "Major Don"

## Produkcja
Zdjęcia do filmu powstały w Macon, w stanie Georgia (USA) i trwały od 8 do 11 stycznia 2015 roku.

### Muzyka
W kwietniu 2015 roku ogłoszono, że Henry Jackman skomponuje ścieżkę dźwiękową do filmu. Znane utwory popularnych artystów występujących w filmie to Sia, Coldplay, Pitbull, Ne-Yo, Madeon, Passion Pit oraz Mark Ronson.

## Odbiór

### Box office
Budżet filmu jest szacowany na 38 milionów dolarów. W Stanach Zjednoczonych i w Kanadzie film zarobił 34,9 mln USD. W innych krajach przychody również wyniosły 75 mln, a łączny przychód 109,9 mln dolarów.

### Krytyka w mediach
Film spotkał się z negatywną reakcją krytyków. W serwisie Rotten Tomatoes 15% ze 137 recenzji jest pozytywne, a średnia ocen wyniosła 4,2/10. Na portalu Metacritic średnia ocen z 30 recenzji wyniosła 33 punktów na 100.

### Wyróżnienia
Chloë Grace Moretz została nominowana do nagrody Teen Choice Awards w kategorii "Najlepsza aktorka w filmie z kategorii Sci-Fi/Fantasy" za grę aktorską w filmie "Piąta Fala".